# Panulirus
Panulirus is een geslacht van kreeftachtigen uit de familie van de Palinuridae.

## Soorten
- Panulirus argus (Latreille, 1804)
- Panulirus brunneiflagellum Sekiguchi & George, 2005
- Panulirus cygnus George, 1962
- Panulirus echinatus Smith, 1869
- Panulirus femoristriga (von Martens, 1872)
- Panulirus gracilis Streets, 1871
- Panulirus guttatus (Latreille, 1804)
- Panulirus homarus (Linnaeus, 1758)
- Panulirus inflatus (Bouvier, 1895)
- Panulirus interruptus (Randall, 1840)
- Panulirus japonicus (von Siebold, 1824)
- Panulirus laevicauda (Latreille, 1817)
- Panulirus longipes (A. Milne-Edwards, 1868)
- Panulirus marginatus (Quoy & Gaimard, 1825)
- Panulirus ornatus (Fabricius, 1798)
- Panulirus pascuensis Reed, 1954
- Panulirus penicillatus (Olivier, 1791)
- Panulirus polyphagus (Herbst, 1793)
- Panulirus regius De Brito Capello, 1864
- Panulirus stimpsoni Holthuis, 1963
- Panulirus versicolor (Latreille, 1804)

### Uitgestorven
- † Panulirus destombesi Garrassino and Breton, 2010